# أشوك كريشنا دت
أشوك كريشنا دت هو سياسي هندي، ولد في 21 نوفمبر 1928 في كلكتا في الهند. انتخب Member of the 6th Lok Sabha ‏ عن دائرة Dum Dum Lok Sabha constituency ‏ وقد انضم خلال فترته النيابية ‏ (1977 – 1980) للكتلة البرلمانية Bharatiya Lok Dal ‏.